# Giro dell'Appennino 1957
Il Giro dell'Appennino 1957, diciottesima edizione della corsa, si svolse il 1º settembre 1957, su un percorso di 232 km. La vittoria fu appannaggio dell'italiano Aurelio Cestari, che completò il percorso in 6h15'00", precedendo i connazionali Giancarlo Astrua e Bruno Costalunga.
I corridori che partirono furono 116, mentre coloro che tagliarono il traguardo di Pontedecimo furono 67.

## Ordine d'arrivo (Top 10)
| Pos. | Corridore        | Squadra              | Tempo    |
| ---- | ---------------- | -------------------- | -------- |
| 1    | Aurelio Cestari  | Lygie                | 6h15'00" |
| 2    | Giancarlo Astrua | Atala                | a 1'27"  |
| 3    | Bruno Costalunga | Leo-Chlorodont       | s.t.     |
| 4    | Bruno Monti      | Atala                | s.t.     |
| 5    | Germano Barale   | San Pellegrino Sport | s.t.     |
| 6    | Nello Velucchi   | Lygie                | a 2'02"  |
| 7    | Giorgio Albani   | Legnano              | s.t.     |
| 8    | Alfredo Sabbadin | San Pellegrino Sport | s.t.     |
| 9    | Roberto Falaschi | Atala                | s.t.     |
| 10   | Angelo Conterno  | Bianchi-Pirelli      | s.t.     |